# Maratus michaelseni
Lycidas michaelseni là một loài nhện trong họ Salticidae.
Loài này thuộc chi Lycidas. Lycidas michaelseni được Eugène Simon miêu tả năm 1909.